# Myotoxin

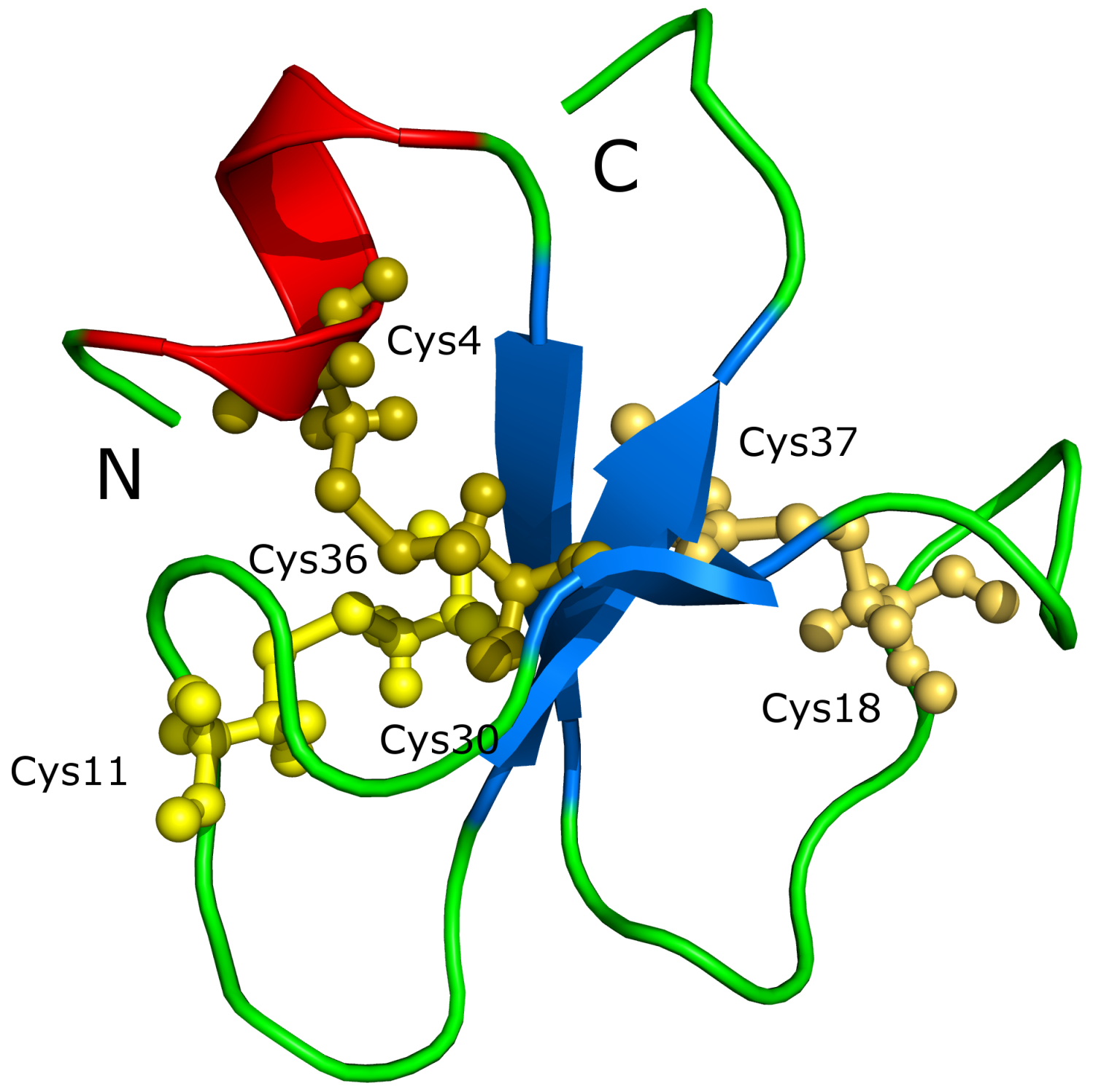
Dreidimensionale Struktur von Crotamin, einem Myotoxin, das auf Natriumkanäle wirkt, nach PDB. Die Cysteine, die Disulfidbrücken ausbilden, wurden hervorgehoben.

Myotoxin (aus altgriech. μῦς mys, Gen. μυός myos ‚Muskel‘ und τοξίνη, altgriechisch ausgesprochen toxíne ‚die giftige Substanz‘, zusammengenommen Muskelgift) ist ein Schlangengift-Peptid mit muskellähmender und -zerstörender Funktion. Speziell im Gift der Klapperschlangen (Crotalus) findet man verschiedene homologe Peptide, die diese Funktion aufweisen.

## Geschichte

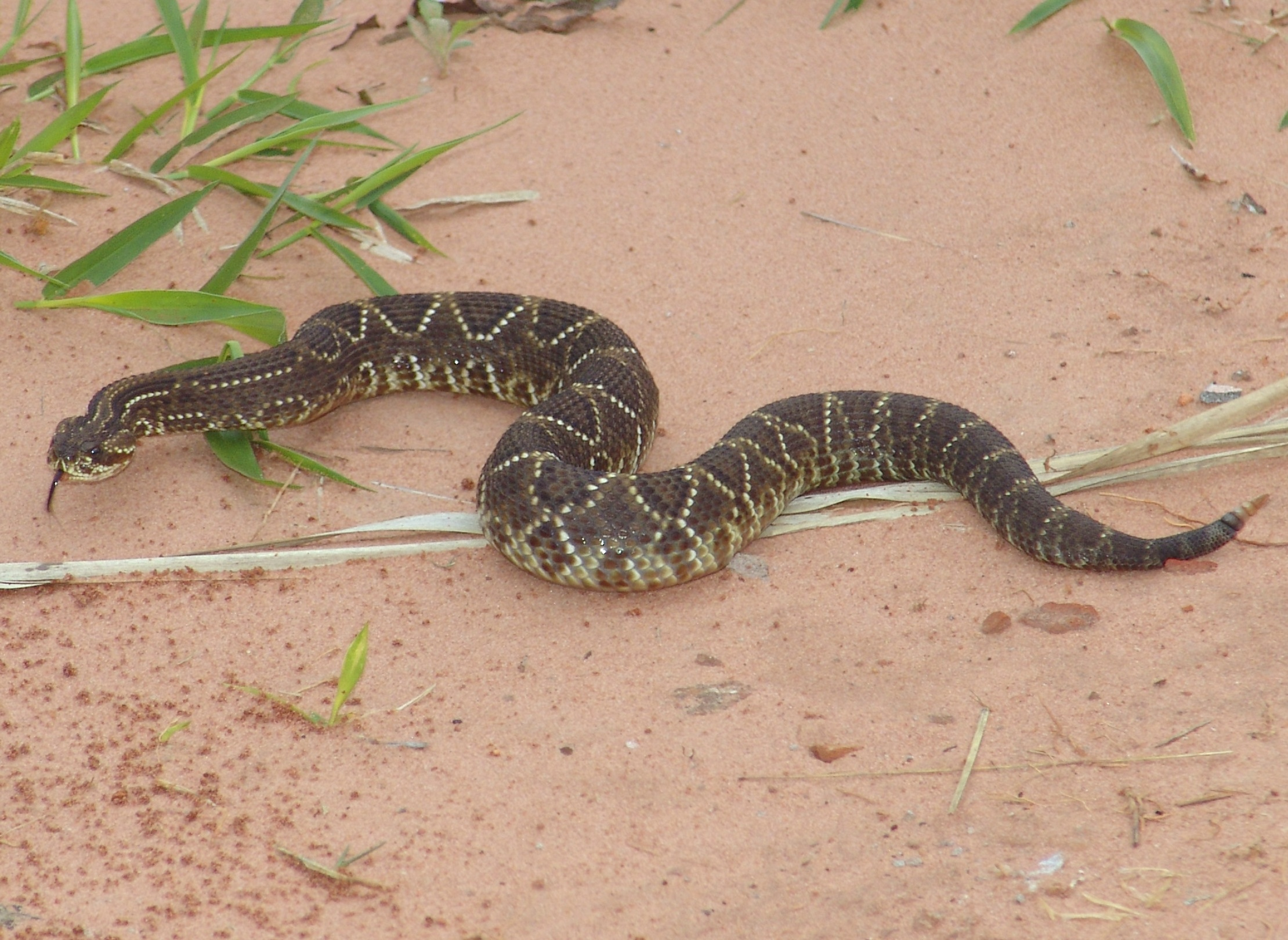
Crotalus durissus terrificus (Schauer-Klapperschlange)

Der brasilianische Wissenschaftler José Moura Gonçalves reinigte und identifizierte in den 1950er Jahren das erste Myotoxin, Crotamin, aus dem Gift der Schauer-Klapperschlange (Crotalus durissus terrificus), einer tropischen Klapperschlange, die in Südamerika heimisch ist.

## Struktur und Funktion
Strukturell sehr ähnliche Myotoxine – alle sind kleine basische Peptide mit Molekülmassen um 4,5 kDa, isoelektrischen Punkten (pI) um 9,8 und strukturstabilisiert durch drei Disulfidbrücken – liegen im Gift von Grubenottern und Vipern vor. Die Myotoxine führen beim Beutetier zu einer Muskellähmung (Myotoxizität) und verhindern die Flucht. Innerhalb von Minuten tritt dann der Tod durch Lähmung der Bauchatmung sowie durch einen weiteren nicht-enzymatischen Mechanismus, der zum lokalen Absterben des Muskelgewebes (Myonekrose) führt, ein.

## Sequenzhomologie
Myotoxine aus verschiedenen Schlangengiften sind vor allem in den 1960er bis 1980er Jahren isoliert und charakterisiert worden. Der Vergleich ihrer Aminosäuresequenzen zeigt einen hohen Grad an Sequenzhomologie und den auch in den Abständen konservativen Erhalt der drei Cystine (sechs Cysteine, die drei Disulfidbrücken bilden: Cys4-Cys36, Cys11-Cys30 und Cys18-Cys37), die die Struktur des Myosinmoleküls stabilisieren (gelb: Cystein; grün: konservativ homologe (identische) Aminosäuresequenz):
| Bezeichnung    | Aminosäuresequenz (Einbuchstabencode)        | Spezies (Crotalus)     |
| -------------- | -------------------------------------------- | ---------------------- |
| Crotamin       | YKQCHKKGGHCFPKEKICLPPSSDFGKMDCRWRWKCCKKGSG   | C. durissus terrificus |
| Myotoxin I     | YKRCHKKEGHCFPKTVICLPPSSDFGKMDCRWKWKCCKKGSVN  | C. viridis concolor    |
| Myotoxin II    | YKRCHKKGGHCFPKEKICTPPSSDFGKMDCRWKWKCCKKGSVN  | C. viridis concolor    |
| Myotoxin II m. | YKRCHKKGGHCFPKTVICLPPSSDFGKMDCRWRWKCCKKGSVN  | C. viridis concolor    |
| Peptid c       | YKRCHKKGGHCFPKTVICLPPSSDFGKMDCRWKWKCCKKSVN   | C. viridis helleri     |
| Myotoxin a     | YKQCHKKGGHCFPKEKICIPPSSDLGKMDCRWKWKCCKKGSG   | C. viridis viridis     |
| CAM            | YKRCHKKGGHCFPKTVICLPPSSDFGKMDCRWRWKCCKKGSVNN | C. adamanteus          |